# Ichthydium balatonicum
Ichthydium balatonicum är en djurart som tillhör fylumet bukhårsdjur, och som beskrevs av Zoltan Varga 1951. Ichthydium balatonicum ingår i släktet Ichthydium och familjen Chaetonotidae. Inga underarter finns listade i Catalogue of Life.